# توبي هال
توبي هال (بالإنجليزية: Toby Hall)‏ هو لاعب كرة قاعدة أمريكي، ولد في 21 أكتوبر 1975 في تاكوما في الولايات المتحدة.

## وصلات خارجية
- توبي هال على موقع دوري كرة القاعدة الرئيسي (الإنجليزية)
- توبي هال على موقعبيزبول رفرنس.كوم (الدوري الرئيسي) (الإنجليزية)
- توبي هال على موقعبيزبول رفرنس.كوم (الدوري الثانوي) (الإنجليزية)
- توبي هال على موقع إي إس بي إن.كوم (أم.أل.بي) (الإنجليزية)
- توبي هال على موقع مشجعي الرسوم البيانية (الإنجليزية)